# Erik B. Lundberg
Erik B. Lundberg, född 6 juli 1912 i Landskrona, död 28 september 1988 i Stockholm,  var en svensk antikvarie, kulturminnesvårdare och författare.
Lundberg växte upp i Visby.  Han blev filosofie licentiat vid Stockholms högskola 1942 på en avhandling om det medeltida Biskops-Arnö, Arnö kungsgårds historia. År 1944 anställdes han vid riksantikvarieämbetet, där han 1967 blev chef för fornminnesavdelningen och 1975 för dokumentationsbyrån. Han gick i pension 1978.
Som byggnadsarkeolog deltog han i undersökningar av  Glimmingehus, Falsterbohus, Lindholmens borgruin, Visborgs slott, Stegeborgs slottsruin,  Dragsmarks kloster, Kongahälla, Lyckå, Sundby slott på Ornö, Biskops-Arnö med flera samt en lång rad medeltida kyrkor. Han utgav också en historik om Lummelunds bruk (1939).
Han var känd som populärvetenskaplig författare bland annat genom sina böcker Med arkeologen Sverige runt (1965) och Hällristningar och hällmålningar i Sverige (1989).